# Bzí (Železný Brod)
Bzí (německy Nabsel) je vesnice, část města Železný Brod v okrese Jablonec nad Nisou. Nachází se asi 3 km na severozápad od Železného Brodu. Je zde evidováno 116 adres. Trvale zde žije 289 obyvatel.
Bzí leží v katastrálním území Bzí u Železného Brodu o rozloze 3,24 km2. V katastrálním území Bzí u Železného Brodu leží i Splzov a Veselí.

## Historie
První písemná zmínka o obci je z roku 1346. Původní název obce zněl „Nábzí“. Bzí bylo nejstarší farní obcí v oblasti horního Pojizeří a v 17. století bylo Bzí církevně správním centrem pro celou oblast Jablonecka a Železnobrodska.
K nejznámějším rodákům patří vědec, významný matematik a pedagog, Vlastimil Dlab a vědec Josef Paldus.

## Spolkový a společenský život
Spolkový život ve Bzí je vzhledem k velikosti vesnice a počtu obyvatel velice činorodý. Ve Bzí jsou v současnosti aktivně činné 3 spolky, a to Sbor dobrovolných hasičů Bzí, T. J. Sokol Bzí a Bzovský okrašlovací spolek (BZOS).
Společenským, kulturním a sportovním centrem Bzí je sokolovna (rekonstruována v letech 2014 až 2015) a též multifunkční hřiště vybudované roku 2009 – místo četných sportovních událostí během celého roku. Sokolovna byla postavena v roce 1930 a její stavba, prováděná dobrovolníky, trvala pouhých 5 měsíců a 8 dnů.
K bezesporu nejvýznamnějším každoročním událostem ve Bzí patří tradiční staromilská pouť, která pravidelně přiláká až přes tisíc návštěvníků.

## Pamětihodnosti
- barokní kostel Nejsvětější Trojice
- Fara
- Kaplanka